# Tamerlano (Händel)
Tamerlano (HWV 18) ist eine Oper (Dramma per musica) in drei Akten von Georg Friedrich Händel. Sie greift die Legenden um den osmanischen Sultan Bayezid I. auf, der 1402 bei einer vernichtenden Schlacht in die Gefangenschaft des mongolischen Heerführers Timur Lenk (1336–1405) geriet und dort wahrscheinlich Selbstmord beging. Timur Lenk wird auch Tamerlan genannt, italienisch Tamerlano.

## Entstehung
Die Premiere von Tamerlano, der ersten von zwei Opern Händels für die sechste Spielzeit der Royal Academy of Music, der sogenannten ersten Opernakademie, am 31. Oktober 1724 stellt einen wohlüberlegten politischen Schachzug des Komponisten im Hinblick auf seine Reputation am englischen Hof dar. In den folgenden Monat fielen gleich drei Feiertage, welche besonders für antiabsolutistische Kreise von Bedeutung waren: zum einen der Geburtstag des Königs von England, Schottland und Irland Wilhelm von Oranien am 14. November, zum anderen der Jahrestag von dessen Landung mit seiner niederländischen Armee und den Monarchisten am 5. November 1688 im Zuge der Glorreichen Revolution in Brixham, was zur Thronbesteigung Wilhelms und zur Stärkung des Parlamentarismus führte, und ferner der „Guy Fawkes Day“ (5. November 1605), der Versuch einiger britischer Katholiken, das englische Parlament und den protestantischen König, Jakob I., zu töten. Schon mehr als zwanzig Jahre lang wurde dieser Ereignisse in England durch die Aufführung von Nicholas Rowes progressivem und gegen den Absolutismus Ludwigs XIV. gerichtetem Stück Tamerlane (1702), manchmal sogar an mehreren Londoner Theatern gleichzeitig, gedacht. Händel hat an Achtung bei Georg I. durch die Unterstützung dieser Tradition sicher nicht verloren.

## Libretto
Nicola Francesco Haym, der sich im Vorwort zum Libretto, das dem Duke of Rutland gewidmet ist, ausdrücklich als „Bearbeiter“ des Textes bezeichnet, verwendete zwei ältere Quellen als Vorlage für sein Opernbuch: zunächst Il Tamerlano (Venedig 1711) und später ein darauf basierendes, aber schon stark überarbeitetes Libretto Il Bajazet (Reggio di Lombardia 1719), beide von Conte Agostino Piovene und jeweils von Francesco Gasparini vertont, die wiederum auf das französische Schauspiel Tamerlano ou La Mort de Bajazet (Paris 1675) von Jacques Pradon zurückgehen.

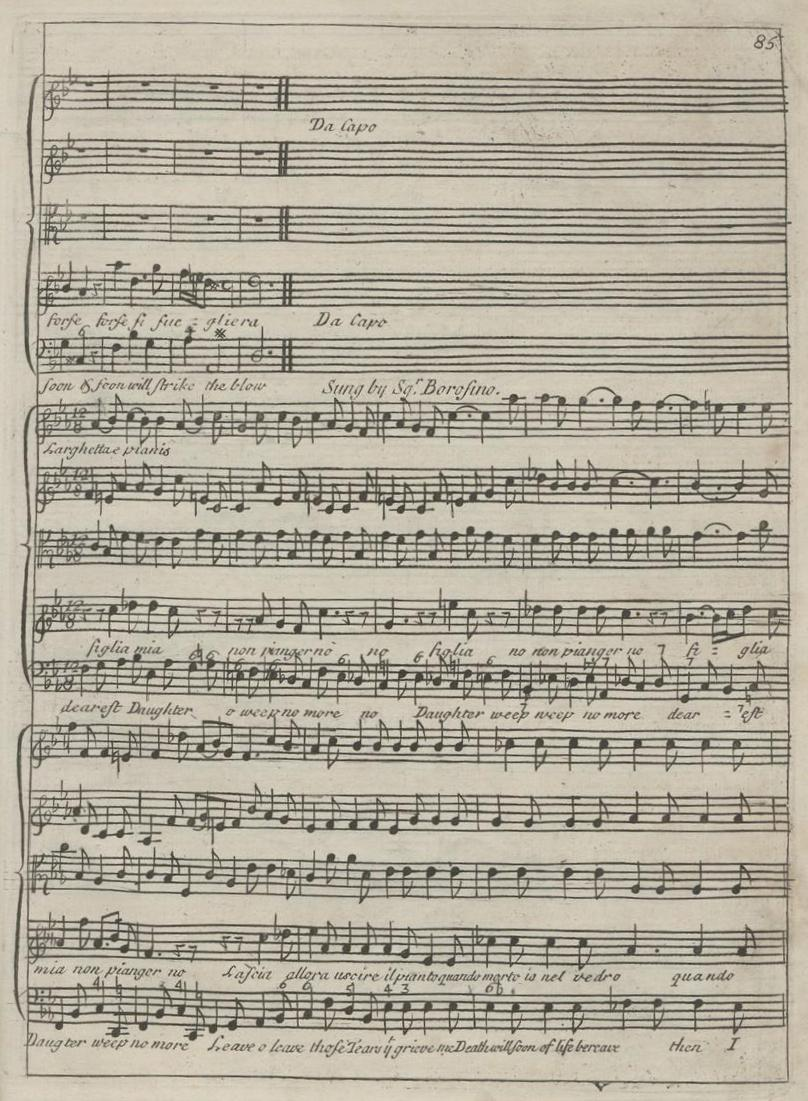
Sterbelied des Bajazet (Erstdruck 1724)

Haym, der schon oft für Händel gearbeitet hatte, bezieht sich in seinem Vorwort aber gar nicht auf die genannten Opernlibretti, sondern behauptet, dass die Liebesintrige seines Librettos direkt dem Schauspiel Pradons (einem Rivalen Racines) entnommen ist, während die historischen Ereignisse, welche den Kolorit für dieses Liebesdrama bilden, aus den Schriften des byzantinischen Geschichtsschreibers Dukas stammen, die dieser in den Jahren nach der Belagerung Konstantinopels geschrieben hatte. Für die Dichtung seines Schauspiels hatte Pradon die erste lateinische Übersetzung dieses Werkes von Ismael Boulliau vorliegen, welche 1649 von der Königlichen Druckerei in Paris unter dem Titel Ducae Michaelis Historia byzantina herausgebracht worden war. Damit hatte dieser allerdings nur den Rahmen für seine Tragödie: Sieht man von den beiden Hauptrollen, Tamerlan und Bajazet, ab, sind alle weiteren Rollen seine Erfindung. (Eventuell könnte noch mit Andronico ein Sohn Manuels II. gemeint sein, der 1408 bis 1423 Fürst von Thessaloniki war.)
Insofern ist der Bezug Hayms auf den historischen Bericht von Dukas überflüssig, sind doch alle brauchbaren historischen Versatzstücke in Pradons Tragödie, und damit auch in seinen Vorlage-Libretti, schon enthalten gewesen. Vermutlich war es auch nicht nötig, Händel von der dramatischen Qualität des Stoffes zu überzeugen, kannte der Komponist doch Pradons Stück schon lange. Bereits 1706 hatte Alessandro Scarlatti eine Oper, Il gran Tamerlano, nach einem Libretto von Antonio Salvi komponiert. Salvi hatte seinen Stoff dem französischen Schauspiel entnommen, was ihm sicher ein leichtes war, denn er war bekanntermaßen ein großer Liebhaber des französischen Theaters und hatte weitreichende Erfahrungen in der Umarbeitung französischsprachiger Bühnenstücke zu italienischen Opernlibretti. (Nur wenige Monate später gab sein Libretto Rodelinda regina de’ Longobardi von 1710 auch den Anstoß zur gleichnamigen Oper, welche Händel schon im Februar des folgenden Jahres auf die Bühne bringen sollte. Diesem Textbuch Salvis lag Pierre Corneilles Schauspiel Pertharite, roi des Lombards von 1652 zugrunde.) Der Uraufführung von Scarlattis Tamerlano im September 1706 in Pratolino, der Residenz von Prinz Ferdinando de’ Medici, hat Händel möglicherweise beigewohnt, denn er war in dieser Zeit Gast des Prinzen, von dem er schließlich auch den Auftrag für eine eigene Opernkomposition, Rodrigo, erhielt, welche seine italienische Erfolgsserie einleitete.
Haym lag zunächst das Piovenische Libretto von 1711 vor, das er anschließend bearbeitete. Zwischen dem 3. und 23. Juli, also in weniger als drei Wochen, schloss Händel seine Arbeit auf dieser Grundlage ab. Etwas voreilig notierte er am Ende des Autographs: „Fine dell Opera | comminciata li 3. di Luglio e finita li 23. | anno 1724.“ Wäre Tamerlano sofort zu Aufführung gelangt und hätte keine weitere Umgestaltung erfahren, würde man die Oper wohl zum guten Durchschnitt von Händels Bühnenkompositionen rechnen. Jedenfalls wäre sie nicht das Schlüsselwerk geworden, als das man es heute betrachten kann. Aber offenbar war Händel mit dem ersten Entwurf seiner Oper nicht zufrieden, nahm er doch in den folgenden zwei Monaten noch manche Änderung vor, indem er einiges strich und bedeutende Passagen neu schrieb. All diese Änderungen sind aber nur Retuschen im Vergleich zu der Umarbeitung, die er nun noch vornahm:

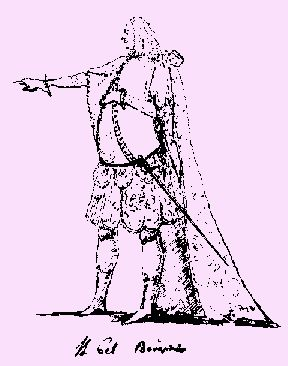
Francesco Borosini sang die für die Zeit ungewöhnliche Tenor-Partie

Die Opernakademie hatte einen neuen Sänger, den Tenor Francesco Borosini engagiert, der, aus Wien kommend, Anfang September in London eintraf und für die Rolle des Bajazet vorgesehen war. Er war der erste große italienische Tenor, der in London auftreten sollte, und hatte einen weiteren Vorteil für die aktuelle Inszenierung: er hatte fünf Jahre zuvor schon die Hauptrolle in Gasparinis Il Bajazet in Reggio di Lombardia gesungen, also Erfahrung mit der Figur des Bajazet. Zudem führte er eine Partitur der Oper Gasparinis mit sich, welche offenbar die Aufmerksamkeit Händels erregte: Deren Libretto (1719), Piovenes Bearbeitung seiner eigenen Vorlage von 1711, endet mit dem Selbstmord des Bajazet. Nach Borosinis Angaben war dieser ungewöhnliche Schluss damals sein Einfall. Doch nicht nur der andere Schluss beeindruckte Händel, sondern die völlig andere Anlage der Person des Bajazet. Im Ergebnis schrieb er einen bedeutenden Teil dieser Partie um: In nicht weniger als neun Szenen der Oper waren jetzt Passagen des 1719er Librettos eingearbeitet. Außerdem wollte Händel die stimmlichen Möglichkeiten, die ihm Borosini bot – er hatte einen Stimmumfang von zwei Oktaven –, voll ausnutzen. So komponierte er allein vier neue Fassungen der Kerkerszene im ersten Akt, deren einfachste Lösung dann die endgültige war.
Die grundlegendste Änderung aber war das Einfügen der Szene von Bajazets Tod im dritten Akt. Durch dieses Missachten herkömmlicher Regeln der Opera seria und des strengen klassischen Ebenmaßes konnte Händel den Grundfehler des früheren Librettos ausmerzen. Er ließ sich dabei eher von einer dramatischen Zuspitzung der Intrige leiten, und das Ergebnis ist eine wunderbar fließende und außergewöhnlich emotionale Musik. Sieht man von den Wahnsinnsszenen im Orlando (1733) und im Hercules (1745) ab, gibt es in Händels Œuvre nichts Vergleichbares.
Eine weitere ungewöhnliche Lösung in der Glanzzeit der Kastraten war, dass eine Hauptrolle für einen Tenor geschrieben wurde. Über die Besetzung der Partie mit dem Neuankömmling bemerkte die Londoner Presse:

“It is commonly reported this Gentleman was never cut out for a Singer.”

„Es heißt allgemein, dieser Gentleman sei nicht für den Beruf des Sängers zugeschnitten.“

In den Vorstellungen der Uraufführungs-Serie standen an der Seite Borosinis mit der Sopranistin Francesca Cuzzoni und dem Alt-Kastraten Francesco Bernardi, bekannter unter dem Namen „Senesino“, zwei der berühmtesten und teuersten Sänger jener Zeit. Senesino beanspruchte die Titelrolle nicht für sich selbst, dafür war diese viel zu dramatisch angelegt. Er überließ diese lieber dem weit weniger bekannten Andrea Pacini, der 1724/25 nur ein kürzeres Gastspiel in London gab, und übernahm die weit konventionellere Rolle des Andronico, sorgte jedoch dafür, dass seine Rolle nicht weniger Arien als die Tamerlanos erhielt.
Besetzung der Uraufführung:
- Tamerlano – Andrea Pacini (Alt-Kastrat)
- Bajazet – Francesco Borosini (Tenor)
- Asteria – Francesca Cuzzoni (Sopran)
- Andronico – Francesco Bernardi, genannt „Senesino“ (Alt-Kastrat)
- Irene – Anna Vincenza Dotti (Alt)
- Leone – Giuseppe Maria Boschi (Bass)

In der ersten Saison kam Tamerlano auf zwölf Vorstellungen und wurde dann ab 13. November 1731 noch einmal für drei Abende wiederaufgenommen.
Im Hamburger Theater am Gänsemarkt gab es schon bald, am 27. September 1725, eine Aufführung als Tamerlan, wie üblich mit neuen (deutschen) Rezitativen, die von Johann Philipp Praetorius gedichtet und von Georg Philipp Telemann vertont wurden. Letzterer hatte auch die musikalische Leitung. Außerdem hatte Händels ehemaliger Schüler in Hamburg, Cyril Wyche, Sohn des dortigen englischen Gesandten Sir John Wyche, sieben (!) neue Arien für Bajazet hinzukomponiert. Von Praetorius und Telemann stammte auch der Prolog anlässlich der Hochzeit Ludwigs XV. von Frankreich mit der polnischen Prinzessin Maria Leszczyńska, der der Aufführung der Oper vorangestellt wurde. Auch ein Intermezzo von Telemann ist im Hamburger Textbuch erwähnt, möglicherweise war es Pimpinone oder Die ungleiche Heirat.
Die erste moderne Wiederaufführung als Tamerlan, durchweg in deutscher Sprache (Textfassung: Anton Rudolf und Herman Roth), fand in Karlsruhe am 7. September 1924 unter der Leitung von Fritz Cortolezis statt. Danach wurde Tamerlano bis in die 1980er Jahre zehnmal inszeniert, bevor die Oper einen atemberaubenden Siegeszug durch Europa und Nordamerika antrat: von 1980 bis 2014 gab es 58 Neuinszenierungen.
Die erste Aufführung des Stückes in historischer Aufführungspraxis ist der britischen Dirigentin und Barockoper-Forscherin Jane Glover zu verdanken. Sie fand am 24. Juni 1976 im Convento di Santa Croce in Batignano mit James Bowman in der Titelpartie statt.

## Historischer und literarischer Hintergrund

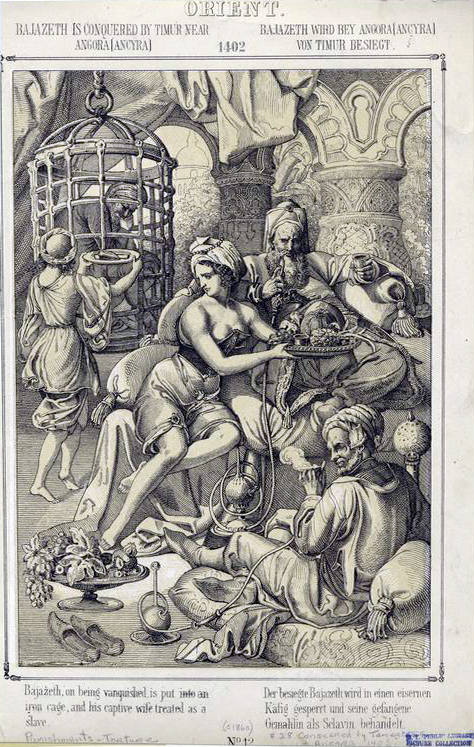
Peter Johann Nepomuk Geiger: Der in der Schlacht bei Ankara besiegte Bajazet wird in einen eisernen Käfig gesperrt, seine gefangene Gemahlin als Sklavin behandelt (1860)

Bayezid I. regierte von 1389 bis 1402 das Osmanische Reich. Gestützt auf einen bereits ausgebauten Staatsapparat, versuchte er sein riesiges Land, das vom Balkan bis an die syrische Grenze reichte, zu beherrschen. Sein Vorgänger auf dem Thron, sein Vater Murad I., hatte das alte Recht der Kriegshäuptlinge dahingehend ausgelegt, dass er auch jeden feindlichen Kriegsgefangenen zu beanspruchen habe. Die Gefangenen wurden zum Islam bekehrt, im osmanischen Türkisch unterrichtet und in Armee und Verwaltung eingesetzt. In einer unübersehbaren Reihe von Kriegen schlug Bayezid alle Aufstände in Anatolien und auf dem Balkan nieder, unterwarf Bulgarien und belagerte Byzanz. Gestützt auf seine Macht, ließ er sich von dem in Kairo residierenden Kalifen den Titel eines Sultans verleihen. Dann zog er nach Syrien. Teile des Landes waren bereits von den Osmanen besetzt. Aber vom Osten her zog ein Stärkerer heran, Timur, aus dem Stamme der Barlas. Als Sohn des Oberhaupts dieses tatarischen Stammes 1336 geboren, zeichnete sich Timur bereits durch Entschlossenheit und militärische Fähigkeiten aus. Ob er sich bei den Streitigkeiten in Transoxanien oder bei einem Hammeldiebstahl seine ernsthafte Verletzung zugezogen hat, ist heute nicht mehr feststellbar. Auf jeden Fall lahmte er seitdem, was ihm den persischen Beinamen Läng (der Lahme) einbrachte, woraus in Europa die Bezeichnung Tamerlan wurde. Durch die Unterwerfung von Nebenbuhlern schuf er sich ein mächtiges Heer, das vorwiegend aus Türken bestand, in denen die Reste der früheren mongolischen Stämme aufgegangen waren. 1379 überschritt Timur den Oxus (heute: Amudarja) in der Absicht, sich Persien zu unterwerfen. Wilde Grausamkeiten seiner Heerscharen, z. B. die Errichtung von Pyramiden und Türmen aus den Schädeln und Leibern der gefallenen oder ermordeten Krieger, verbreiteten Schrecken in ganz Westasien und trugen viel dazu bei, den Widerstand zu brechen oder doch entscheidend zu schwächen. Dabei verließ sich Timur nicht nur auf sein Feldherrngeschick, sondern er knüpfte bei bedenklichen Situationen immer wieder Verhandlungen mit einem als unzuverlässig erachteten Teile seiner Gegner an, die meist zum Ziele führten und im entscheidenden Augenblick den Abfall größerer Truppenmengen bewirkten.
Timurs Leben bestand aus ununterbrochenen Kriegs- und Raubzügen, die an Furchtbarkeit hinter denen Dschingis Chans nicht zurückstehen, sie in vielem wohl noch übertreffen und deren Beschreibung umso abstoßender wirken muss, als er dabei jedes höhere Ziel vermissen ließ. Seine Wirksamkeit hat keinerlei Bedeutung für die Fortentwicklung der menschlichen Kultur in Asien, und viele seiner Züge sind lediglich als Raubzüge geplant und durchgeführt worden. Er vermochte zwischen 1379 und 1385 ganz Ostpersien zu unterwerfen. 1385 bis 1387 durchzogen seine Scharen Aserbaidschan, Georgien, Armenien und das nördliche Zweistromland, ermordeten Zehntausende von Einwohnern und verwüsteten unzählige Städte. Er zog quer durch Persien nach Mesopotamien und Syrien, zwang die dortigen Herrscher zur Flucht oder zur Unterwerfung und brachte alles Land bis ans Mittelmeer und an die Grenzen Kleinasiens in seine Gewalt. Um seinen Heeren neue Beute zu verschaffen und wohl auch in der Meinung, die bisherigen Eroberungen genügend gesichert zu haben, entschloss Timur sich zu einem Zuge nach Indien. Sein Vorstoß über den Indus bis nach Delhi wurde zu einer Katastrophe für das Land. Durch die dortige Beute erneut finanziell gestärkt, entschloss sich Timur zum Kampfe gegen den osmanischen Sultan Bayezid I., der ihn schon lange mit herausfordernden Botschaften bedacht hatte. Vorher unterwarf er sich Syrien. Er nutzte die inneren Widersprüche im Osmanischen Reich und veranlasste durch Versprechungen einen Teil der Gegner zum Verrat an Sultan Bayezid. So siegte er 1402 bei Ankara, und der Sultan selbst fiel in seine Hände. Bayezid wurde in der Gefangenschaft zuerst leidlich behandelt. Ob der berühmte eiserne Käfig, in dem Bayezid festgehalten wurde, eine vergitterte Sänfte war, ist heute nicht mehr auszumachen. Nach einem Fluchtversuch musste der Sultan dem Timur als Fußschemel dienen. Seine Gemahlin Despina, eine serbische Prinzessin, hatte den Sieger als Mundschenk zu bedienen. Beide überlebten die Schmach nicht lange und starben ein Jahr nach der Niederlage. Timur hatte nun ganz Vorderasien in seiner Hand und konnte sich im sicheren Besitze seines Riesenreiches fühlen, das demjenigen Dschingis Chans kaum an Umfang nachstand.

## Handlung

### Kurzfassung
Der Tatarenherrscher Tamerlano hat den türkischen Sultan Bajazet besiegt und gefangen genommen. Er ist mit Irene, der Prinzessin von Trapezunt, verlobt und verliebt sich in die Tochter Bajazets, Asteria. Diese ist Andronicus, dem griechischen General und Verbündeten Tamerlanos, in Liebe zugetan und wird wiedergeliebt. Der allmächtige Herrscher verlangt von Andronicus, bei Asteria für ihn zu werben. Er verspricht ihm als Gegenleistung die Hand der Irene und die Wiederherstellung des byzantinischen Reiches. Auch will er dem besiegten Bajazet, der aus Verzweiflung über seine Niederlage den Tod sucht, die Freiheit schenken. Durch die Werbung des Andronicus zutiefst verletzt, willigt die Prinzessin scheinbar ein, Tamerlanos Liebe zu erwidern – zum Entsetzen Bajazets. Doch die Prinzessin verfolgt damit nur die Absicht, in Tamerlanos Nähe zu gelangen und ihn zu ermorden. Der Mordanschlag misslingt, und der wutentbrannte Tamerlano schwört, Vater und Tochter zu verderben. Er besinnt sich aber und wiederholt das Angebot des ersten Aktes. Diesmal weigert sich Andronicus und gesteht seine Liebe zu Asteria. Der zornige Tamerlano schwört Rache. Bei dem Festmahl versucht die zur Sklavin erniedrigte Asteria den Herrscher zu vergiften. Die wachsame Irene rettet ihm das Leben. Die Verurteilung der Asteria treibt Bajazet zum Selbstmord, womit er sich der Gewalt des Tamerlano entzieht. In einem langen Monolog ruft der sterbende Sultan die Furien an, ihn an Tamerlano zu rächen. Doch sein Tod hat den Herrscher zur Besinnung gebracht. Er verzeiht, gibt Asteria dem Andronicus und vermählt sich mit Irene.

### Erster Akt
Hof in Tamerlanos Palast, wo Bajazet gefangen gehalten wird. Auf Tamerlanos Befehl wird Bajazet von Andronico aus seinem Gefängnis gelassen, damit er frei im Palast umhergehen kann. Er bittet Andronico um sein Schwert. Als Andronico ihm das verwehrt, entreißt er einer Wache den Dolch und versucht sich damit das Leben zu nehmen, wird aber von Andronico zurückgehalten, der ihn an Asteria erinnert. Bajazet schreckt zurück: Er ginge stark und froh in den Tod, wenn er nicht an seine Tochter denken müsste (Forte e lieto a morte andrei, Nr. 3).
Tamerlano gibt Andronico seinen Thron zurück und will ihn nach Byzanz zurückschicken, doch Andronico möchte noch an seinem Hof verweilen. Tamerlano teilt ihm mit, dass er ein Auge auf Asteria geworfen habe und seine Verlobte Irene Andronico überlassen will. Er verlangt, dass Andronico für ihn im Gegenzug bei Asterias Vater um dessen Einwilligung werbe. Wenn sein Feind seinen Zorn zähme und seinen Gram lindere, wolle er ihm Frieden geben (Vo’ dar pace a un alma altiera, Nr. 4).
Andronico ist verzweifelt: Er selbst hat sich in Asteria verliebt und soll nun in Tamerlanos Namen um sie werben! Er hofft, dass Asteria ihm verzeiht, wenn er seine Vasallenpflicht erfüllt (Bella Asteria, il tuo cor mi difenda, Nr. 5). Tamerlano kommt zu Asteria und legt ihr seine Pläne dar. Sie bleibt allein zurück und ist enttäuscht über die Treulosigkeit Andronicos (Se non mi vuol amar, Nr. 7).
Andronico trägt Bajazet Tamerlanos Bitte um die Hand Asterias vor. Bajazet ist empört und fragt Asteria um ihre Meinung, sie schweigt aber. Als Andronico ihr Zögern bemerkt, muss er zugeben, dass er ihre Zustimmung zur Heirat gefürchtet habe. Bajazet schickt ihn mit seiner negativen Antwort zu Tamerlano zurück. Er fürchte den Tod nicht (Ciel e terra armi di sdegno, Nr. 8).
Andronico wundert sich über Asterias Schweigen. Ist sie ihm gegenüber verbittert, oder will sie sich dem Vater widersetzen? Sie verlangt lediglich von ihm, den Befehl ihres Vaters auszuführen und von ihr nichts zu erwarten. Wenn sie ihren Liebsten schon nicht bekommen kann, will sie wenigstens ihren Feind hassen können (Deh, lasciatemi il nemico, Nr. 9).
Vorhalle in Tamerlanos Palast. Andronico nimmt Irene in Empfang und offenbart ihr Tamerlanos neue Pläne. Sie ist erbost, woraufhin Andronico ihr vorschlägt, sich gegenüber Tamerlano als Botin Irenes auszugeben und ihn so zu bitten und ihm zu drohen. Irene willigt ein und nimmt sich vor, Tamerlano umzustimmen (Dal crudel che m’ha tradita, Nr. 10). Andronico bleibt allein zurück. Er beklagt sein Schicksal und schwört, dass er seiner Liebsten doch nie treulos werden kann (Benche me sprezzi, Nr. 12).

### Zweiter Akt
Galerie, die zu Tamerlanos Gemach führt. Tamerlano teilt Andronico mit, dass dessen Vermittlung offenbar erfolgreich war, denn Asteria habe in eine Heirat mit ihm eingewilligt. Andronico ist erstaunt. Tamerlano ist glücklich über seine eigene Liebe und die vermeintliche Liebe zwischen Andronico und Irene (Bella gara che faronno, Nr. 13).
Andronico trifft auf Asteria. Er ist verwundert über ihren Entschluss zur Heirat und kündigt an, ihr zu widersprechen und sich als Tamerlanos Feind zu erklären. Sie wird zu Tamerlano gerufen und sagt zu Andronico, dass sein Klagen nichts mehr nütze (Non è più tempo, Nr. 14). Andronico bleibt verzweifelt zurück und beklagt, dass er keinen Frieden mit seiner Geliebten finden könne, weil das Schicksal gegen ihn sei (Cerco in vano di placare, Nr. 16).
Der Vorhang zum Gemach öffnet sich. Dort sitzt Asteria an der Seite Tamerlanos. Irene tritt ein und gibt sich als Botin aus. Sie wirft Tamerlano seine Untreue vor. Er rechtfertigt sich damit, dass der Thron, den sie als Ersatz bekomme, nicht weniger wert sei. Tamerlano geht ab, und Asteria erklärt Irene rätselhaft, dass sie weder den Thron noch die Heirat mit Tamerlano anstrebe. Irene misstraut ihr, aber gleichzeitig schöpft sie Hoffnung (Par che mi nasce in seno, Nr. 17).
Bajazet erfährt von Andronico, dass Asteria in Tamerlanos Gemach eingetreten sei. Er drängt Andronico, ihr gemeinsam nachzufolgen, um ihre Thronbesteigung zu verhindern. Er wolle mit seinem Leben bezahlen, um sie zur Umkehr zu bringen (A suoi piedi padre esangue, Nr. 19). Andronico sinnt über Asterias Falschheit und Tücke nach (Più d’una tigre altero, Nr. 20).
Thronsaal. Asteria soll an Tamerlanos Seite den Thron besteigen. Ihr geheimnisvolles Verhalten klärt sich nun auf, denn sie hat vor, Tamerlano zu töten. Sie wird durch den erzürnt eintretenden Bajazet unterbrochen, der seiner Tochter Vorwürfe macht. Gerührt steigt Asteria wieder vom Thron herab und erklärt ihren gescheiterten Mordplan. Tamerlano schwört Rache, während Asteria und Bajazet freudig in den Tod gehen wollen (Voglio stragi / Eccoti il petto, Nr. 22).
Nacheinander gehen Bajazet (No, il tuo sdegno mi placò, Nr. 23), Andronico (No, che del tuo gran cor, Nr. 24) und Irene (No, che sei tanto costante, Nr. 25) ab.

### Dritter Akt
Hof im Serail, wo Bajazet und Asteria bewacht werden. Asteria beschwört ihre eigene Treue gegenüber Vater und Liebhaber, ist sich aber ungewiss über das, was noch kommen wird (Cor di padre e cor d’amante, Nr. 27). Bajazet gibt Asteria Gift, damit sie es „tapfer gebrauche“. Wenn das Geschäft der Rache getan sei, wolle er ihr in die Unterwelt nachkommen (Su la sponda del pigro Lete, Nr. 27a,b).
Tamerlano trägt Andronico erneut auf, Asteria auf den Thron zu bitten. Andronico offenbart sich nun als ungeeignet, da er selbst Asteria liebe. Asteria kommt hinzu und bestätigt ihre Liebe zu Andronico. Tamerlano sagt, dass Bajazet enthauptet und Asteria mit dem niedrigsten Sklaven vermählt werden solle. Bajazet kommt hinzu. Tamerlano beschließt nun, dass Bajazet und Asteria an seiner Tafel dienen sollen. Andronico ist erzürnt angesichts der Demütigung (A dispetto d’un volto ingrato, Nr. 28). Asteria und Andronico erklären sich angesichts des bevorstehenden Todes die Liebe (Vivo in te mio caro bene, Nr. 29).
Tamerlano fordert Asteria auf, ihm einen Becher zu reichen. Asteria schüttet das Gift hinein, wird dabei aber von Irene beobachtet, die sich daraufhin als Irene zu erkennen gibt und Tamerlano warnt. Asteria versucht selbst, das Gift zu trinken, wird aber von Andronico daran gehindert. Tamerlano will sie noch härter bestrafen. Bajazet droht ihm, dass sein Geist aus dem Totenreich zurückkehren werde, um gegen ihn zu kämpfen (Empio, per farti guerra, Nr. 36).
Bajazet geht ab und kehrt kurz darauf heiter und versöhnt zurück. Mit seinem Gift hat er selbst den Tod gewählt. In seinem Todeskampf ruft er die Furien an, ihn zu rächen (Oh sempre avversi Dei). Asteria will ihrem Vater in den Tod folgen und verflucht den Tyrannen Tamerlano (Padre amato, in me riposa, Nr. 42).
Als auch Andronico erklärt, sich töten zu wollen, zeigt sich Tamerlano durch Bajazets Tod versöhnt. Asteria soll verziehen werden, und er will Irene heiraten. Mit Andronico besingt er die Rückkehr des Friedens und das Verschwinden des Hasses (Coronata di gigli e di rose, Nr. 43). Mit einem Schlusschor (D’atra notte già mirasi a scorno, Nr. 44) endet die Oper.

## Musik
Von besonderer Bedeutung in dieser Oper sind die Rezitative. Die darin häufig vorkommenden Secco-, Accompagnato- und Arioso-Abschnitte sind von großer Ausdruckskraft und lassen die guten Arien zeitweise in den Hintergrund treten. Einen besonderen Höhepunkt in dieser Hinsicht stellt der lange Monolog des Bajazet im dritten Akt dar, der seinem Selbstmord vorausgeht. Diese Szene ist der totale Bruch mit den Gepflogenheiten der Opera seria. Seine heftigen, fast wahnwitzigen Verwünschungen und Klagen unterbrechen an vielen Stellen den sonst so harmonischen Fluss und die feine Ausgewogenheit der Musik, bevor der Melodiefaden wieder aufgegriffen wird. Händel bringt so dramatische Intensität einerseits und die Schönheit einer Stimme andererseits in Einklang, und das jenseits jeglicher Effekthascherei.
Die bereits vollständig ausgeführten, später aber verworfenen Passagen im Autograph erklären sich mit Borosinis Eintreffen in London (s. o.). Bestimmte Mehrfassungen einzelner Arien und Rezitative gehen auf die Neuinszenierung 1731 zurück, bei der Händel die veränderte Besetzung berücksichtigen musste. Eine detaillierte Beschreibung des Kompositionsvorganges während der Entstehung der Oper mit dem Nachweis, in welcher Reihenfolge die verschiedenen Alternativfassungen einzelner Sätze entworfen wurden, sowie einem ausführlichen Vergleich der einzelnen Textgrundlagen findet sich bei John Merrill Knapp (siehe Literatur). Ob die bei der Alternativfassung der Arie der Irene Par che mi nasca in seno später von Johann Christoph Schmidt jun. im Handexemplar (Direktionspartitur) korrigierte Instrumentationsangabe („clar. et clarinet. 1o et 2do“), nach der die im Autograph geforderten zwei Cornetti durch Klarinetten ersetzt werden sollten, wirklich auf Händels Intentionen zurückgeht, ist zweifelhaft.

## Struktur der Oper
Ouverture – Menuet. (2 Ob, Str, BC)

### Erster Akt
| Scena I    | 1. (Introduzione). (Str, BC)                                                         |
|            | Recitativo. Andronico Esci, esci, oh Signore!                                        |
|            | 2. (Sinfonia). (Str, BC)                                                             |
|            | Recitativo. Bajazet, Andronico Prece, lo so, ti devo                                 |
|            | 3. Aria. Bajazet (Str, BC) Forte e lieto a morte andrei                              |
| Scena II   | Recitativo. Andronico, Tamerlano Non si perda di vista                               |
|            | 4. Aria. Tamerlano (2 Ob, Str, BC) Vo’ dar pace a un alma altiera                    |
| Scena III  | Recitativo. Andronico Il Tartaro ama Asteria                                         |
|            | 5. Aria. Andronico (Str, BC) Bella Asteria, il tuo cor mi difenda                    |
| Scena IV   | Recitativo. Asteria, Tamerlano Il fortunato Andronico                                |
|            | 6. Aria. Tamerlano (2 Vl, BC) Dammi pace, oh volto amato                             |
| Scena V    | Recitativo. Asteria Serve Asteria di prezzo                                          |
|            | 7. Aria. Asteria (2 Ob, Str, BC) Se non mi vuol amar                                 |
| Scena VI   | Recitativo. Bajazet, Andronico, Asteria Non ascolto piu nulla                        |
|            | 8. Aria. Bajazet (Str, BC) Ciel e terra armi di sdegno                               |
| Scena VII  | Recitativo. Andronico, Asteria Asteria, non parlate?                                 |
|            | 9. Aria. Asteria (Fl, Str, BC) Deh! Lasciatemi il nemico                             |
| Scena VIII | Recitativo. Irene, Leone, Andronico Cosi la sposa                                    |
|            | 10. Aria. Irene (2 Ob, Fg, Str, BC) Dal crudel che m’ha tradita                      |
| Scena IX   | 11. Recitativo accompagnato. Andronico (Str, BC) Chi vide mai più sventurato amante? |
|            | 12. Aria. Andronico (2 Ob, Str, BC) Benche mi sprezzi l’idol che adoro               |

### Zweiter Akt
| Scena I    | Recitativo. Tamerlano, Andronico Amico, tengo                                        |
|            | 13. Aria. Tamerlano (2 Ob, Str, BC) Bella gara che faranno                           |
| Scena II   | Recitativo. Asteria, Andronico Qui l'infedel! cogliamo                               |
|            | 14. Aria. Asteria (2 Ob, Str, BC) Non è più tempo, no                                |
| Scena III  | 15. Recitativo accompagnato. Andronico (Str, BC) Ah no! dove trascorri               |
|            | 16. Aria. Andronico (Str, BC) Cerco in vano di placare                               |
| Scena IV   | Recitativo. Leone, Tamerlano, Irene Signor, vergine illustre chiede accostarvi       |
| Scena V    | Recitativo. Asteria, Irene Senti, chiunque tu sia                                    |
| Scena VI   | Recitativo. Irene, Leone Gran cose espone Asteria                                    |
|            | 17a. Aria. Irene (Fl, Str, BC) Par che mi nasca in seno                              |
|            | Recitativo. Leone Veggio da questi amori                                             |
|            | 18. Aria. Leone (2 Ob, 2 Vl, BC) Amor dà guerra e pace                               |
| Scena VII  | Recitativo. Bajazet, Andronico Dov’e mia figlia                                      |
|            | 19. Aria. Bajazet (2 Vl, Str, BC) A suoi piedi padre esangue                         |
| Scena VIII | Recitativo. Andronico Se Asteria mi tradisce                                         |
|            | 20. Aria. Andronico (2 Vl, BC) Più d’una tigre altero                                |
| Scena IX   | Recitativo. Tamerlano, Asteria, Bajazet, Andronico Al soglio, al soglio              |
| Scena X    | Recitativo. Irene, Asteria, Tamerlano, Bajazet, Andronico E per lei vengo            |
|            | 21. Recitativo accompagnato. Bajazet (Str, BC) Lascia ch’io dica                     |
|            | 22. Terzetto. Asteria, Tamerlano, Bajazet (2 Vl, BC) Voglio stragi / Eccoti il petto |
|            | Recitativo. Asteria Padre, dimmi                                                     |
|            | 23. Aria. Bajazet (Fg, Str, BC) No, no, il tuo sdegno mi placo                       |
|            | Recitativo. Asteria Andronico, son più l’infida amante?                              |
|            | 24. Aria. Andronico (Str, BC) No, che del tuo gran cor                               |
|            | Recitativo. Asteria Amica, son quella superba donna?                                 |
|            | 25a Aria. Irene (Str, BC) No, che sei tanto costante                                 |
|            | Recitativo. Asteria Sì, sì, son vendicata                                            |
|            | 26. Aria. Asteria (2 Ob, 2 Vl, BC) Se potessi un dì placare                          |

### Dritter Akt
| Scena I    | Recitativo. Bajazet, Asteria Figlia, siam rei                                                  |
|            | 27. Aria. Asteria (Str, BC) Cor di padre, e cor d’amante                                       |
| Scena II   | Recitativo. Tamerlano, Andronico, Asteria Andronico, il mio amore                              |
| Scena III  | Recitativo. Bajazet, Tamerlano, Andronico Come? Asteria, tu a piè del Tamerlano?               |
|            | 28. Aria. Tamerlano (2 Vl, BC) A dispetto d’un volto ingrato                                   |
| Scena IV   | Recitativo. Bajazet, Asteria, Andronico Figlia, con atto vil                                   |
| Scena V    | Recitativo. Andronico, Asteria, Leone Asteria, allor che andaste                               |
|            | 29. Duetto. Asteria, Andronico (2 BlFl, 2 Fl, Str, BC) Vivo in te mio caro bene/mia dolce vita |
| Scena VI   | Recitativo. Leone, Irene Reina, e vuoto                                                        |
|            | 30. Aria. Irene (2 Ob, Str, BC) Crudel più non son io                                          |
|            | Recitativo. Leone Se Irene al trono ascende                                                    |
|            | 31. Aria. Leone (Fg, 2 Vl, BC) Se ad un costante core tu non dai pace                          |
| Scena VII  | Recitativo. Tamerlano, Bajazet, Andronico Eccoti Bajazete, dall'angusto ritiro                 |
|            | 32. Aria. Andronico (2 Vl, BC) Se non mi rendi il mio tesoro                                   |
| Scena VIII | Recitativo. Asteria, Tamerlano, Andronico, Bajazet Eccomi, che si chiede?                      |
|            | 33. Recitativo accompagnato. Asteria (Str, BC) Padre, amante, di voi chi vuole il merto        |
|            | 34. Arioso. Asteria (2 Vl, BC) Folle sei, se lo consenti!                                      |
|            | Recitativo. Asteria, Andronico, Bajazet, Tamerlano Beva dunque la rea                          |
|            | 35. Recitativo accompagnato. Bajazet (Str, BC) E il soffrirete, d’onestade, oh Numi?           |
|            | 36. Aria. Bajazet (Str, BC) Empio, per farti guerra                                            |
|            | Recitativo. Irene, Tamerlano Signor, fra tante cure                                            |
|            | 37. Duetto. Irene, Tamerlano (2 Vl, BC) Vedrò ch’un dì si cangerà                              |
| Scena IX   | Recitativo. Leone, Andronico, Tamerlano, Asteria Vieni, Asteria, e saprai quanto m'impose      |
| Scena X    | Recitativo. Bajazet, Tamerlano Oh per me lieto, avventuroso giorno!                            |
|            | 38. Recitativo accompagnato. Bajazet, Asteria (Str, BC) Fremi, minaccia!                       |
|            | 39. Arioso. Bajazet (Str, BC) Figlia mia, non pianger, no                                      |
|            | 40. Recitativo accompagnato. Bajazet (Str, BC) Tu spietato, il vedrai                          |
|            | 41. Recitativo accompagnato. Andronico, Asteria (Str, BC) Barbaro! al fin sei sazio ancor?     |
|            | 42. Aria. Asteria (Str, BC) Padre amato, in me riposa                                          |
| Scena XI   | Recitativo. Irene, Andronico, Tamerlano Seguitela, miei fidi                                   |
|            | 43. Duetto. Andronico, Tamerlano (2 Vl, BC) Coronata di giglie di rose                         |
|            | Recitativo. Tamerlano, Irene Ora invitta regina                                                |
|            | 44. Coro. (2 Ob, Str, BC) D’atra notte già mirasi a scorno d’un bel giorno                     |

## Erfolg und Kritik
“The overture is well known, and retains its favour among the most striking and agreeable of Handel’s instrumental productions […] Many of the Handel’s operas offer perhaps more specimens of his fire and learning, but none more pleasing melodies and agreeable effects […] In the next [Air], Deh lasciati mi, the composer, in compliance with the taste of the times, adheres perhaps somewhat too closely to the text, almost every two bars being in nearly the same metre. It is, however, original and totally different from all the other songs in the opera.”

„Von der Ouvertüre ist allgemein bekannt, dass sie zu den bemerkenswertesten und angenehmsten unter Händels Instrumentalstücken zählt […] Viele der Händel-Opern bieten vielleicht mehr Beispiele seiner Leidenschaft und Erfahrung, aber keinesfalls mehr gefällige Melodien und angenehme Effekte […] In der nächsten [Arie], Deh lasciati mi, hält sich der Komponist, dem Zeitgeschmack Tribut zollend, vielleicht etwas zu eng an den Text, fast alle zwei Takte sind in nahezu demselben Metrum. Aber das ist eigentlich originell und ganz anders als all die anderen Arien in der Oper.“

“[…] for whereas of his earlier operas, that is to say, those composed by him between the years 1710 and 1728, the merits are so great, that few are able to say which is to be preferred; those composed after that period have so little to recommend them […] In the former class are Radamistus, Otho, Tamerlane, Rodelinda, Alexander, and Admetus, in either of which scarcely an indifferent air occurs […]”

„[…] während seine früheren Opern, damit sind jene gemeint, die er in den Jahren 1710 bis 1728 komponierte, so gelungen sind, dass kaum jemand zu sagen vermag, welche davon vorzuziehen ist, spricht nur wenig für die Opern der späteren Jahre […] Zu den ersteren gehören Radamistus, Otho, Tamerlane, Rodelinda, Alexander und Admetus; sie alle enthalten kaum ein einziges uninteressantes Stück […]“

„Händels ‚Tamerlano‘ gehört zu den Opern ersten Ranges, die auf eine Bühne gelangten.“

„‚Tamerlano‘ gehört zu Händels hervorragendsten musikdramaturgischen Leistungen und hat über die Jahrhunderte hinweg nichts von ihrer Wirkung, betreffend die musikalische Profilierung, die Fülle großer Melodien und plastische Motivsprache, verloren.“

„Es gibt viele Momente, die ‚Tamerlano‘ zu einem der überragenden Meisterwerke der Barockoper machen.“

“Here the principal role, that of Bajazet, is given to a tenor, […] This is the first great tenor role in opera. Handel was entirely successful in portraying Bajazet […]”

„Diesmal ist die Hauptrolle, die des Bajazet, einem Tenor anvertraut […] Es ist die erste große Tenorrolle in der Operngeschichte. Händel gelang es vollkommen, den Bajazet zu charakterisieren […]“

“The character of the finale — that is, an elaborate compound piece made up of integrated recitatives, ariosos, and ensembles — is already present in Tamerlano, again showing Handel in the van despite his generally conservative adherence to the Venetian-Neapolitan operatic pattern.”

„Einen Aktschluß im Sinne des Finales – das heißt ein kunstvolles mehrteiliges Stück, in dem Rezitativ, Ariosi und Ensemblestücke zusammengeschlossen sind – hat Händel bereits in ‚Tamerlan‘ geschaffen, was wiederum zeigt, daß er trotz seines im allgemeinen konservativen Festhaltens am venezianisch-neapolitanischen Opernschema in der vorderster Linie stand.“

## Orchester
Zwei Blockflöten, zwei Traversflöten, zwei Oboen, Fagott, zwei Cornetti (nur in der Alternativfassung der Arie: 17b), Streicher, Basso continuo (Violoncello, Laute, Cembalo).
Tamerlano war die erste Oper, in der der Flötist und Oboist Carl Friedrich Weidemann in Händels Orchester spielte.

## Diskografie (Auswahl)
- Oryx 4XLC2 (1970): Gwendolyn Killebrew (Tamerlano), Alexander Young (Bajazet), Carole Bogard (Asteria), Sofia Steffan (Andronico), Joanna Simon (Irene), Marius Rintzler (Leone)

Kammerorchester Kopenhagen; Dir. John Moriarty
- CBS 13M 37893 (1983): Henri Ledroit (Tamerlano), John Elwes (Bajazet), Mieke van der Sluis (Asteria), René Jacobs (Andronico), Isabelle Poulenard (Irene), Gregory Reinhart (Leone)

La Grande Écurie et La Chambre du Roy; Dir. Jean-Claude Malgoire (176 min)
- Erato 2292-45408-2 (1985): Derek Lee Ragin (Tamerlano), Nigel Robson (Bajazet), Nancy Argenta (Asteria), Michael Chance (Andronico), Jane Findlay (Irene), René Schirrer (Leone)

The English Baroque Soloists; Dir. John Eliot Gardiner (180 min)
- Naxos/Arthaus 100702 (2001): Monica Bacelli (Tamerlano), Tom Randle (Bajazet), Elizabeth Norberg-Schulz (Asteria), Graham Pushee (Andronico), Anna Bonitatibus (Irene), Antonio Abete (Leone)

The English Concert; Dir. Trevor Pinnock (181 min, auch DVD)
- MDG6091457 (2007): Nicholas Spanos (Tamerlano), Tassis Christoyannis (Bajazet), Mata Katsuli (Asteria), Mary-Ellen Nesi (Andronico), Irina Karaianni (Irene), Petros Magoulas (Leone)

Orchestra of Patras; Dir. George Petrou (193 min)
- Opus arte OA 1006 (2008): Monica Bacelli (Tamerlano), Plácido Domingo (Bajazet), Ingela Bohlin (Asteria), Sara Mingardo (Andronico), Jennifer Holloway (Irene), Luigi De Donato (Leone)

Orchester des Teatro Real Madrid; Dir. Paul McCreesh, Regisseur Graham Vick (DVD, 242 min inkl. Extras)
- Naïve V 5373 (2014): Xavier Sabata (Tamerlano), John Mark Ainsley (Bajazet), Karina Gauvin (Asteria), Max Emanuel Cenčić (Andronico), Ruxandra Donose (Irene), Pavel Kudinov (Leone)

Il pomo d’oro; Dir. Riccardo Minasi (193 min)
- ALPHA715 (2016): Christophe Dumaux (Tamerlano), Jeremy Ovenden (Bajazet), Sophie Karthäuser (Asteria), Delphine Galou (Andronico), Ann Hallenberg (Irene), Nathan Berg (Leone)

Les Talens Lyriques; Dir. Christophe Rousset (Blu-ray, 191 min)